# Wzrost wykładniczy

Przykład wzrostu wykładniczego (na zielono). Na czerwono funkcja liniowa, na niebiesko funkcja potęgowa.

Wzrost wykładniczy – zmiana w układzie dynamicznym określonym przez parametr {\displaystyle x} zależnym od czasu {\displaystyle t} w taki sposób, że:
{\displaystyle x=Ae^{\frac {t}{\tau }},}
gdzie:
{\displaystyle A} – dowolna stała,
{\displaystyle \tau } – stała zwana czasem charakterystycznym.
Typowy przypadek występowania wzrostu wykładniczego to istnienie prostego sprzężenia dodatniego, czyli że układ jest określony równaniem:
{\displaystyle {\frac {dx}{dt}}={\frac {x}{\tau }}}
dla stałej {\displaystyle \tau .}
Przykład: Liczba bakterii na początku wynosi 1. Po czasie {\displaystyle x} wynosi 2, po czasie {\displaystyle 2x} wynosi 4 itd.